# Lunds spårväg

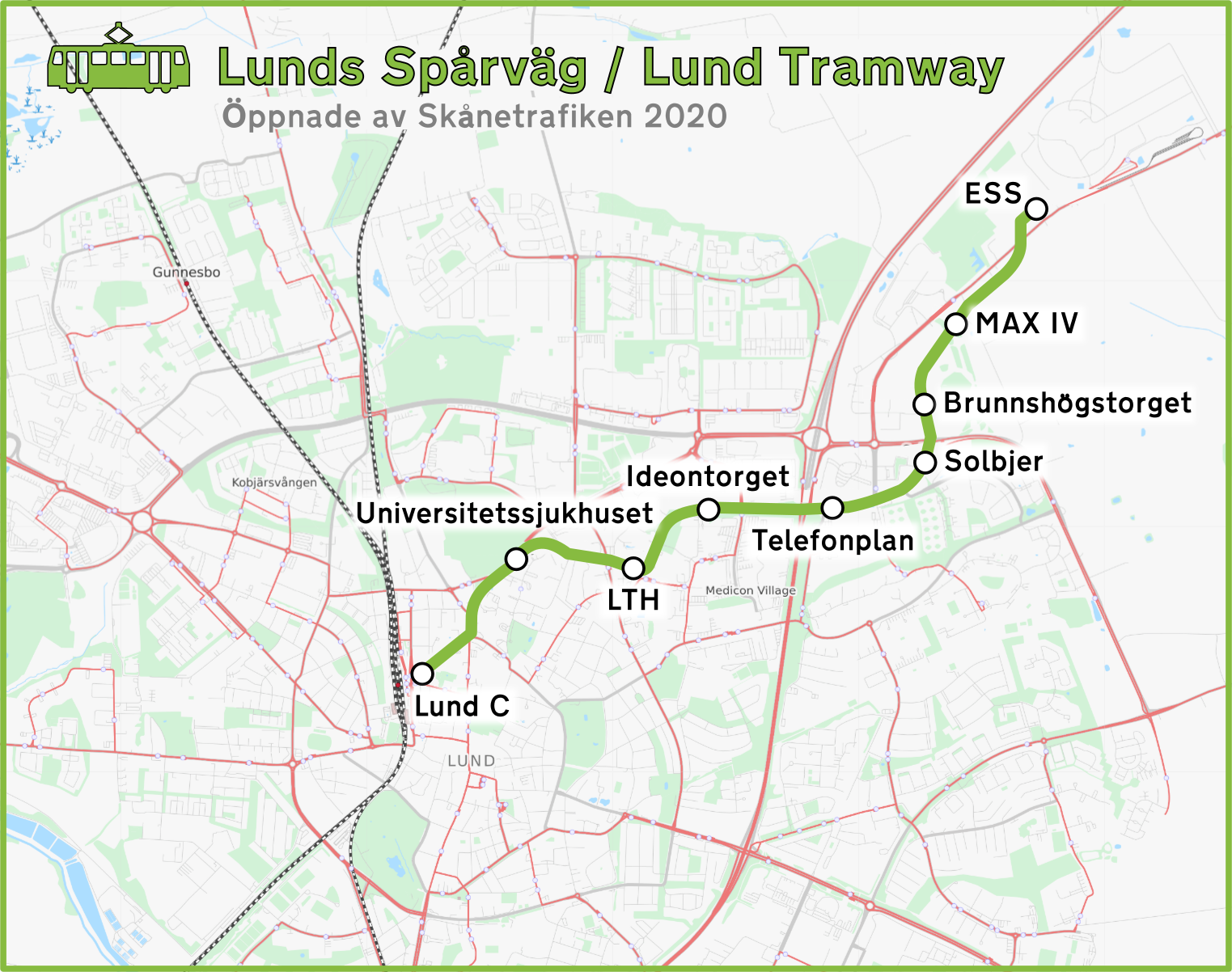

Lunds spårväg, också marknadsförd som LundaExpressen, är en 5,5 kilometer lång spårväg i Lund, vilken invigdes den 12 december 2020. Lunds spårväg blev därmed det fjärde nutida spårvägsnätet i Sverige efter Stockholm med grannkommuner, Göteborg och Norrköping, och det första nyanlagda svenska spårvägssystemet sedan 1911.

## Historik
Den så kallade "Lundalänken" började planeras under slutet av 1980-talet och färdigställdes 2003, med en trafikseparerad bussbana genom sjukhusområdet och Lunds tekniska högskola. Länken trafikerades av stadsbusslinjerna 6 och 20 samt regionbusslinjerna 166 och 169. Länken byggdes från början med möjlighet att anlägga spår längs sträckningen.
I december 2015 fattades igångsättningsbeslut för en spårväg mellan Lund C och forskningsanläggningen European Spallation Source (ESS). Bygget påbörjades den 15 februari 2017. Kontrakt med Skanska hade undertecknats i maj 2016.
Kommunens investeringskostnad för spårvägsanläggningen var totalt cirka 890 miljoner kronor. Staten finansierade med 373 miljoner kronor genom Stadsmiljöavtalet och Sverigeförhandlingen, två nationella satsningar på utveckling av hållbara städer och utbyggd kollektivtrafik. Till detta ska läggas regionens kostnader: spårvagnarna för beräknade 297 miljoner kronor och depån för 270 miljoner kronor. Total summa för hela projektet beräknades hamna på omkring 1 500 miljoner kronor.  Lunds kommun får även intäkter från spårvägen genom exploateringsavtal för nya byggrätter längs stråket samt markförsäljning. 
I början av projektet framfördes planer, förslag och idéer på linjer österut mot stadsdelen Linero, Dalby och Södra Sandby från Brunnshög, söderut mot Staffanstorp via Tetra Pak genom Lunds centrum samt västerut mot Lomma och Bjärred. Samtliga förslag förkastades, och inga ytterligare utbyggnader finns med i kommunens översiktsplan för 2018.
Invigningen planerades slutligen till den 12 december 2020 som ett evenemang med bland annat Johan Westers närvaro. Dessa planer gick dock i stöpet på grund av den pågående Coronaviruspandemin. Istället blev invigningen digital, med trafikstart dagen efter.

## Anläggning
Det är en konventionell elektrisk spårväg med tvåriktningsvagnar. Spårvidden är 1 435 mm normalspår. Fordonen drivs med 750 volt likspänning via kontaktledning monterad 5,5 meter över spåret utan bärlina. Anläggningen är byggd utan signaler av järnvägsmodell, men kollektivtrafiksignaler i gatukorsningar kan förekomma.
Spårvägen trafikeras i högertrafik med dubbelspår. Spårvägen går nästan helt på eget utrymme, med korsningar i plan med övrig trafik. De bussar som tidigare körde på S:t Laurentiigatan leddes permanent om i december 2016 och trafikerar nu i stället Spolegatan och Kung Oscars väg.  De busslinjer som trafikerat Lundalänken har också fått andra körvägar. 
Spårvägen passerar planskilt under Tornavägen och E22. Större delen av spårvägens sträckning är i grässpår. Den har nio hållplatser med 35 meter långa plattformar. För anläggandet svarar Lunds kommun, medan Region Skåne äger vagnar och depån, vilken ligger öster om den nordöstra ändstationen ESS. 
I december 2018 skrevs kontrakt om uppförande av den sista av två etapper av en depå i Brunnshög för spårvagnarnas service, trafikledning och signalsystem. Den fördröjda beställningen av depåbyggnaden, cirka ett år efter jämfört med spårvägen, innebär att spårvägen är färdig innan byggnaden är klar, och signalsystemet som ska placeras där inte kan färdigställas. I oktober 2019 meddelades att projektets komplicerade art hade inneburit ytterligare försening.

## Spårvagnar

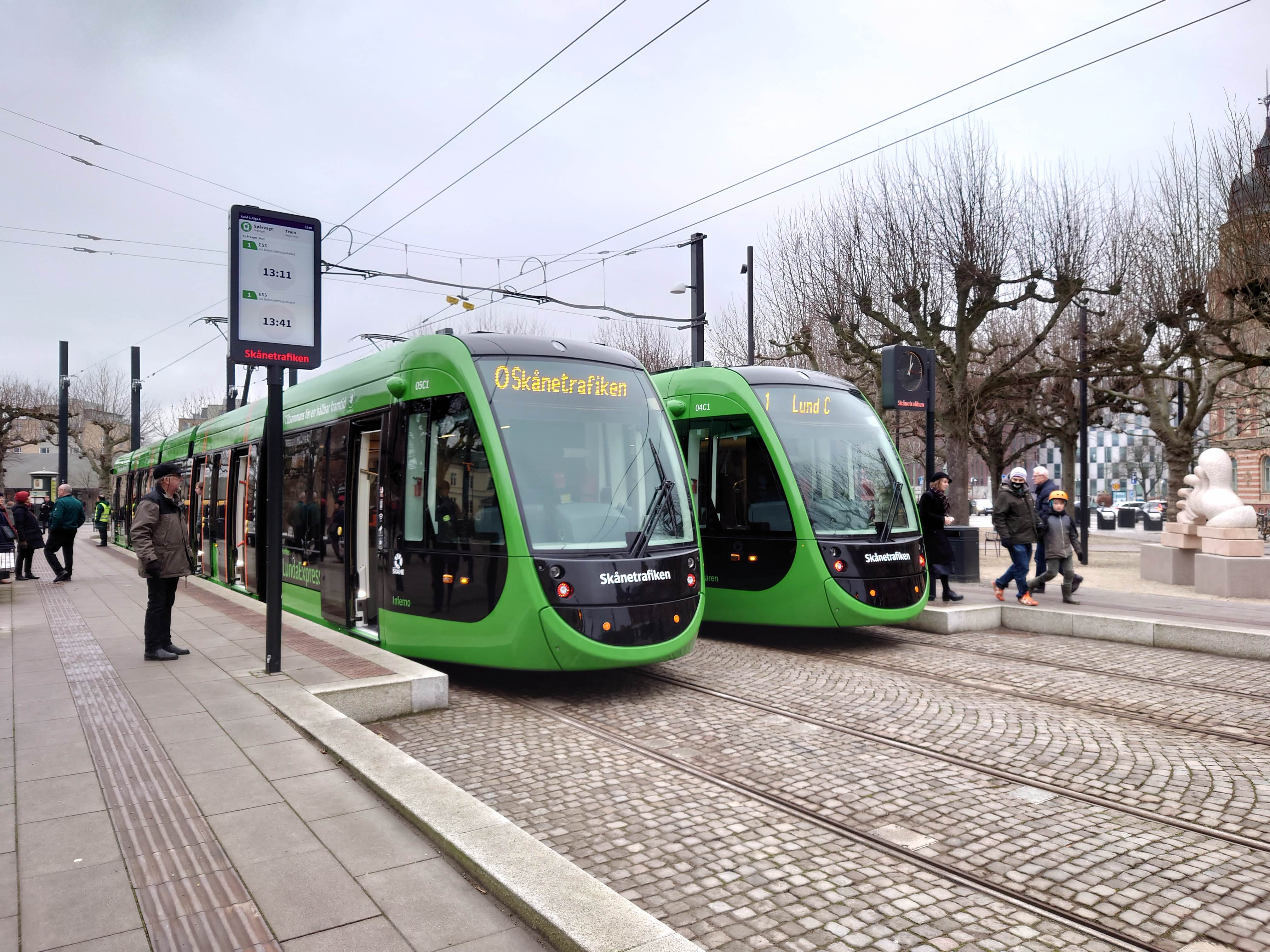
Två spårvagnar vid Clemenstorget på första trafikdagen.

Sju stycken 33 meter långa låggolvsspårvagnar av modell Urbos 100 beställdes i maj 2018 av Skånetrafiken från Construcciones y Auxiliar de Ferrocarriles (CAF). Spårvagnarna producerades i CAF:s fabrik i Zaragoza i Spanien. Varje spårvagn har kapacitet 200 passagerare, varav 40 sittande. I kontraktet ingår tio års underhåll. Spårvagnarna namngavs, i likhet med Skånetrafikens pågatåg. Namnen tillkom genom en medborgardialog 2019, där lundaborna fick ge förslag till namn med anknytning till staden. Den första spårvagnen har namnet Åsa-Hanna, efter Elin Wägners roman från 1917. Övriga spårvagnar heter Sfinxen, Lindeman, Blåtand, Brandklipparen, Inferno och Saxo Grammaticus.
Den 29 juli 2020 ankom den första spårvagnen, Åsa-Hanna, till Lund. Vid leveransen hade även en äldre spårvagn som vid tillfället ägdes av spårvägsmuseet i Malmköping hyrts in för att eventuellt assistera Åsa-Hanna med drivkraft och rangering vid depån. Åsa-Hanna var även den spårvagn som genomförde den första testturen i systemet, den 17 augusti 2020. Den sista spårvagnsleveransen inom  det första  inköpet skedde i december 2020. Vid trafikstart hade fyra spårvagnar anlänt till Lund; Åsa-Hanna, Sfinxen, Blåtand och Brandklipparen. Tre av dessa var vid trafikstarten 2020-12-13 planerade för passageraromlopp, samt en vagn som reservmateriel. Vid första februari 2021 förväntades samtliga sju spårvagnar ha levererats och blivit satta i trafik. Detta blev dock inte fallet, då det fortfarande enbart var fyra spårvagnar som har övertagits av Skånetrafiken i början av sommaren 2022. Strax innan tidtabellsskiftet i augusti 2022 blev samtliga spårvagnar trafiksatta, förutom Blåtand som skadades vid en olycka på midsommarafton samma år.

## Formgivning
Då spårvagnsystemet i Lund ingår i Skånetrafikens stadsexpresskoncept under namnet "Lundaexpressen" är gestaltningen av spårvagnarna mycket lik motsvarande fordons- och interiörsdesign i motsvarande Malmöexpressen och Helsingborgsexpressen. 
Spårvagnarna i Lund utrustades med fler ståplatser och anpassade platser än vanliga sittplatser, med motiveringen att reseflödena vid trafikering av linjen medför att trafikanter reser kortare sträckor, samt att linjen passerar Skånes universitetssjukhus i Lund. Tillgänglighetsanpassade sittplatser och funktioner i spårvagnarna markeras med en orange kulör, medan resten av spårvagnarnas insida präglas av svarta och gråa nyanser.
Samtliga nio hållplatser längs spårvägslinjen har väderskydd, vilka vintertid är strålningsuppvärmda. De tillhandahåller information om trafiken i realtid på bildskärmar.

## Linjenät
Det finns en linje, vilken har linjenummer 1. Sträckan Lund C–ESS tar ungefär 15 minuter. 
Operatör för trafik är sedan 20 augusti 2023 Keolis. Spårvagnsförarna alternerar mellan att köra buss och spårvagn. Dessförinnan kördes trafiken av Vy Buss.
Spårvägen går som tätast i 10-minuterstrafik under högtrafik under vardagar och i 15-minuterstrafik under merparten av helgdagarna.
| Linje | Sträckning                 | Längd (km) | Turtäthet (antal turer/timme) |
| ----- | -------------------------- | ---------- | ----------------------------- |
| 1     | Lunds centralstation – ESS | 5,5        | 6-3                           |

## Hållplatser
- Lund C
- Universitetssjukhuset
- LTH
- Ideontorget
- Telefonplan
- Solbjer
- Brunnshögstorget
- MAX IV
- ESS

## Kritik
I idé- och planeringsstadiet möttes projektet av kritik och protester bland Lunds invånare. Politiska partier var inte eniga och M, FNL, KD, FI, C samt SD var emot bygget av Lunds spårväg. Under realiseringsfasen översteg projektet sin budget ett antal gånger och utbyggnaden av spårvägen blev slutligen ungefär 130 miljoner dyrare än från början planerat. Slutsumman landade på cirka 900 miljoner, jämfört med 867 miljoner som till en början var budgeterade för utbyggnaden. Därtill hade Region Skåne kostnader på runt 570 miljoner för själva spårvagnarna och en ny depå för dessa.

## Bildgalleri

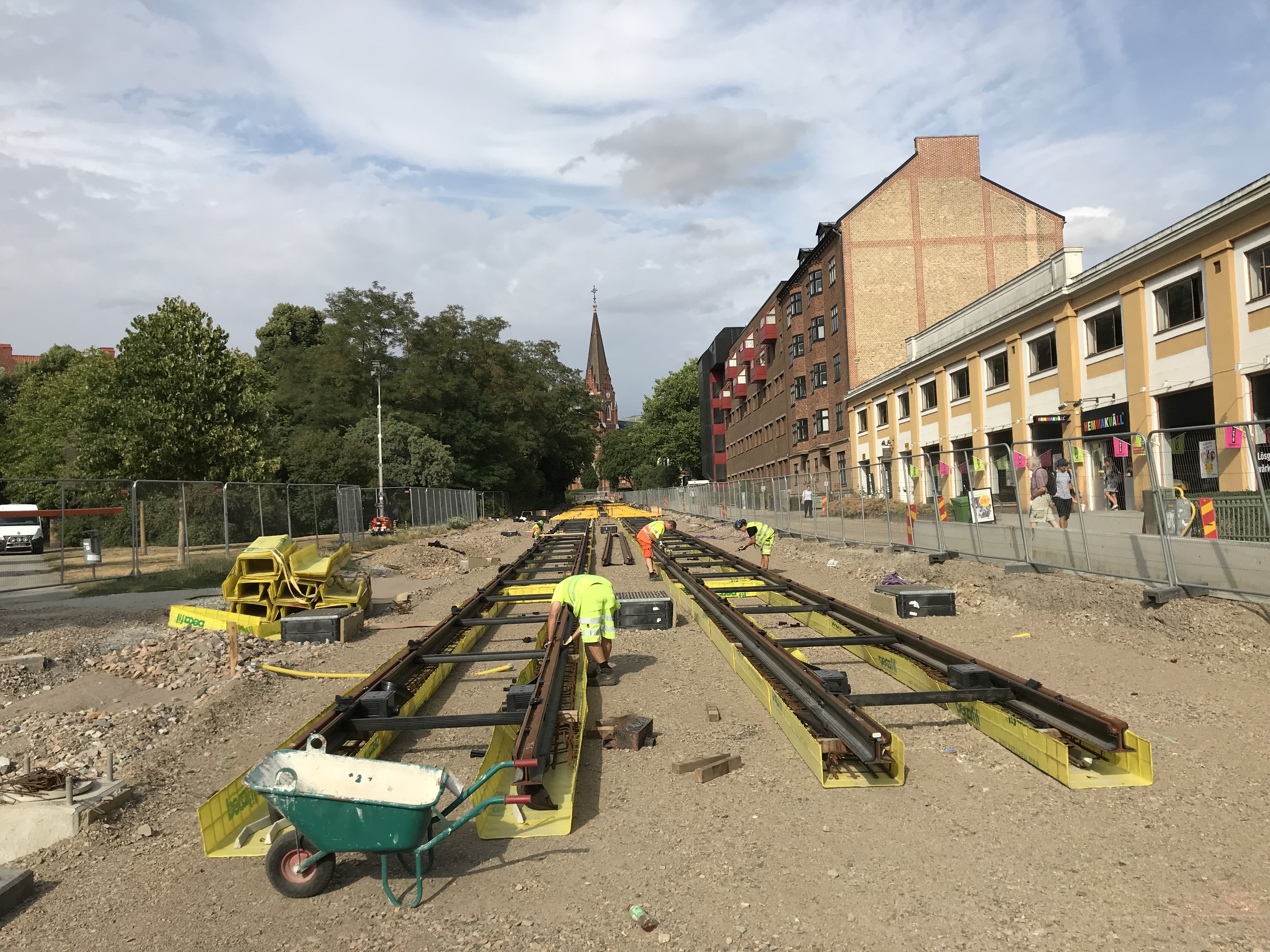
Arbete med spåren på Sankt Laurentiigatan mellan Clemenstorget och Allhelgonakyrkan i augusti 2018.
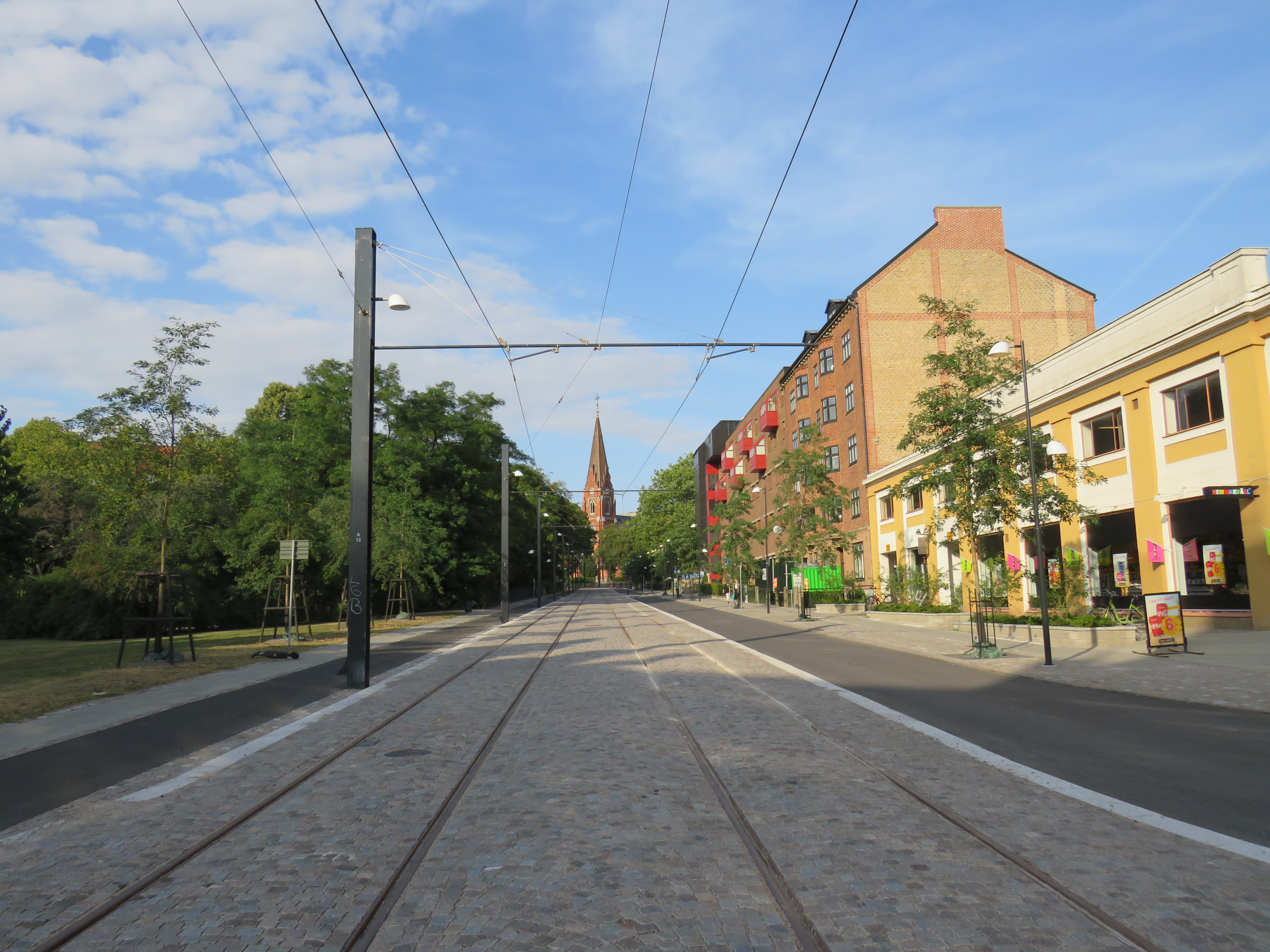
Samma sträcka ett år senare.
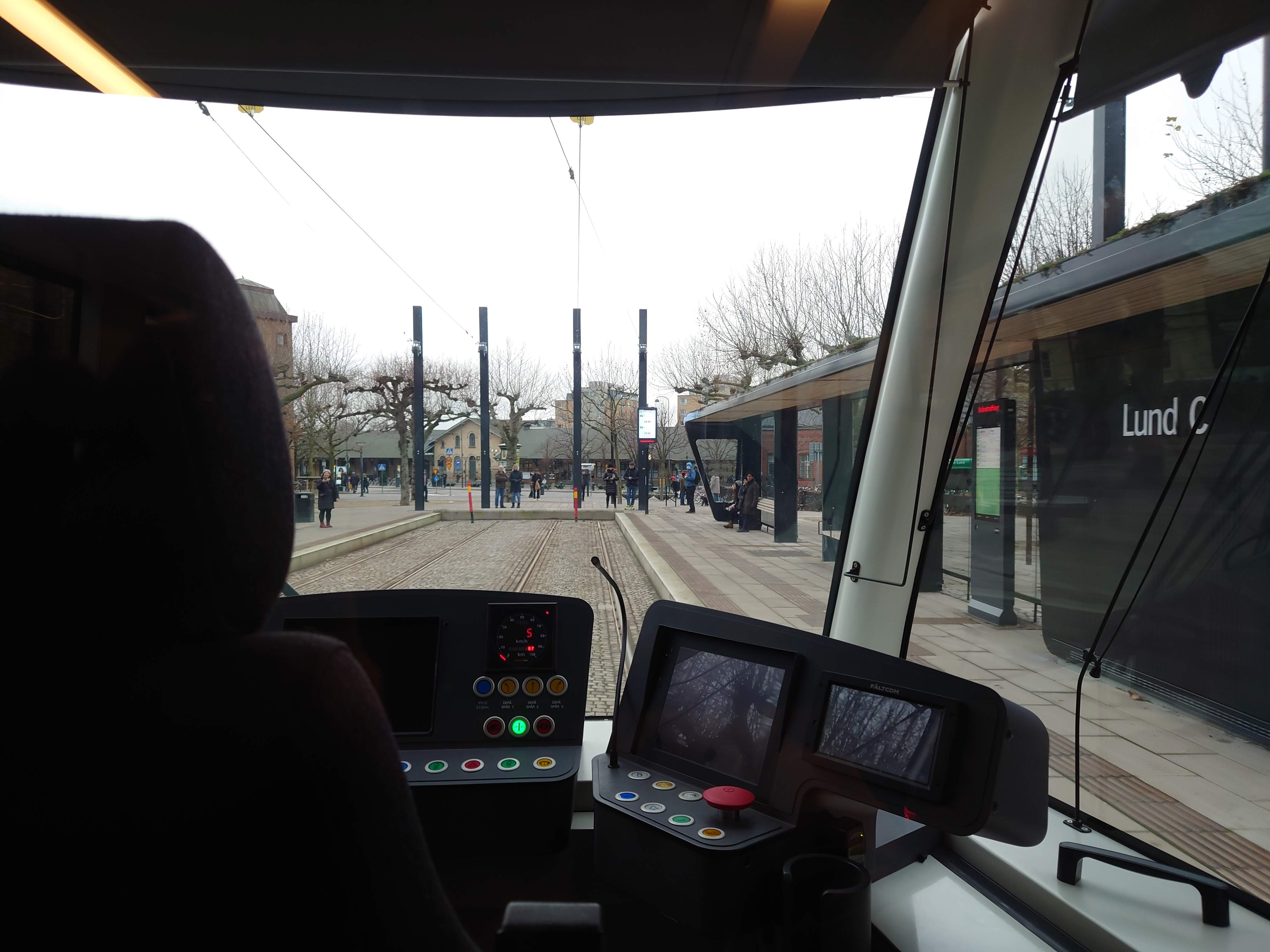
Hyttvy vid inrullning till Lund C.
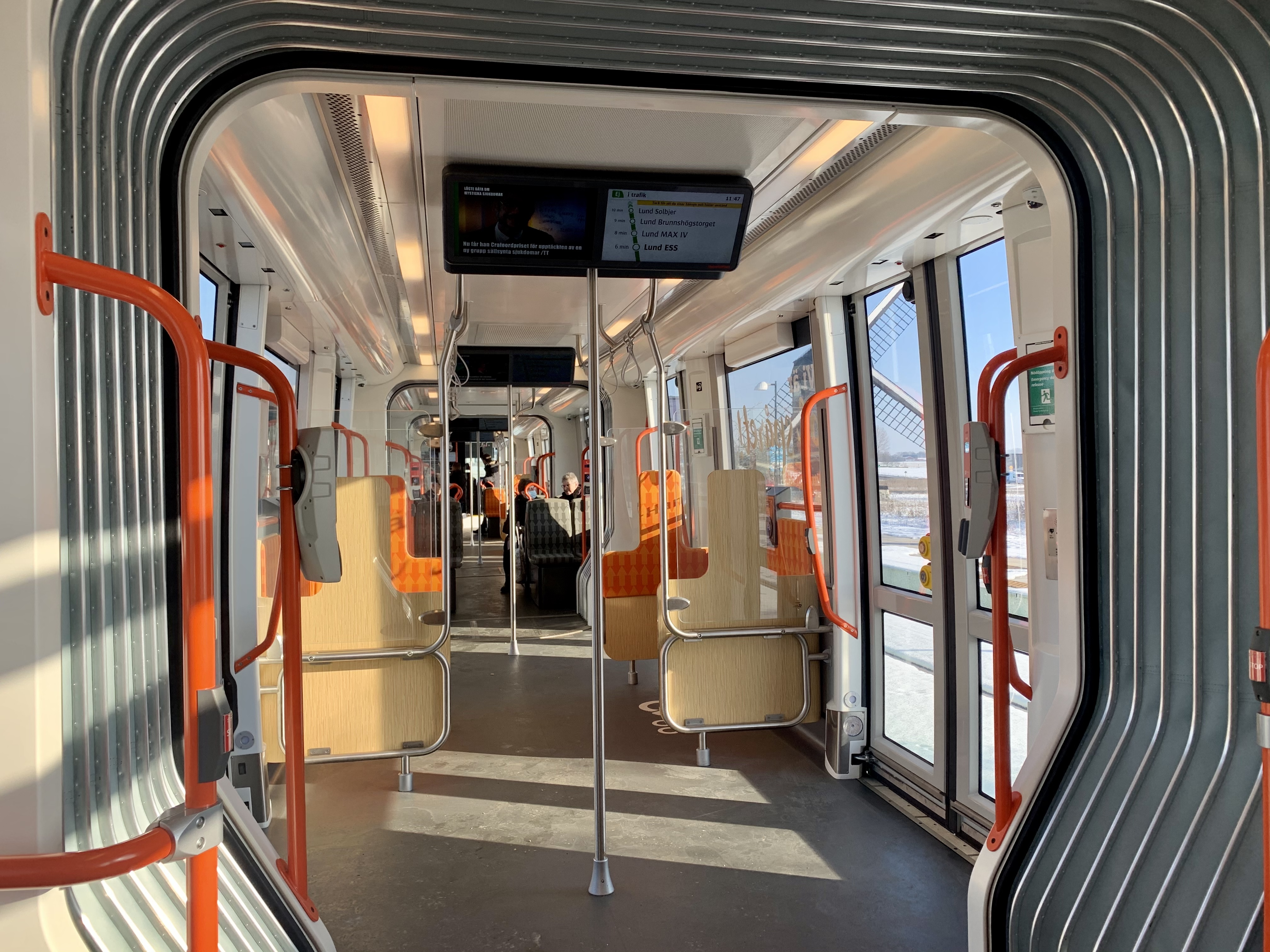
Interiör
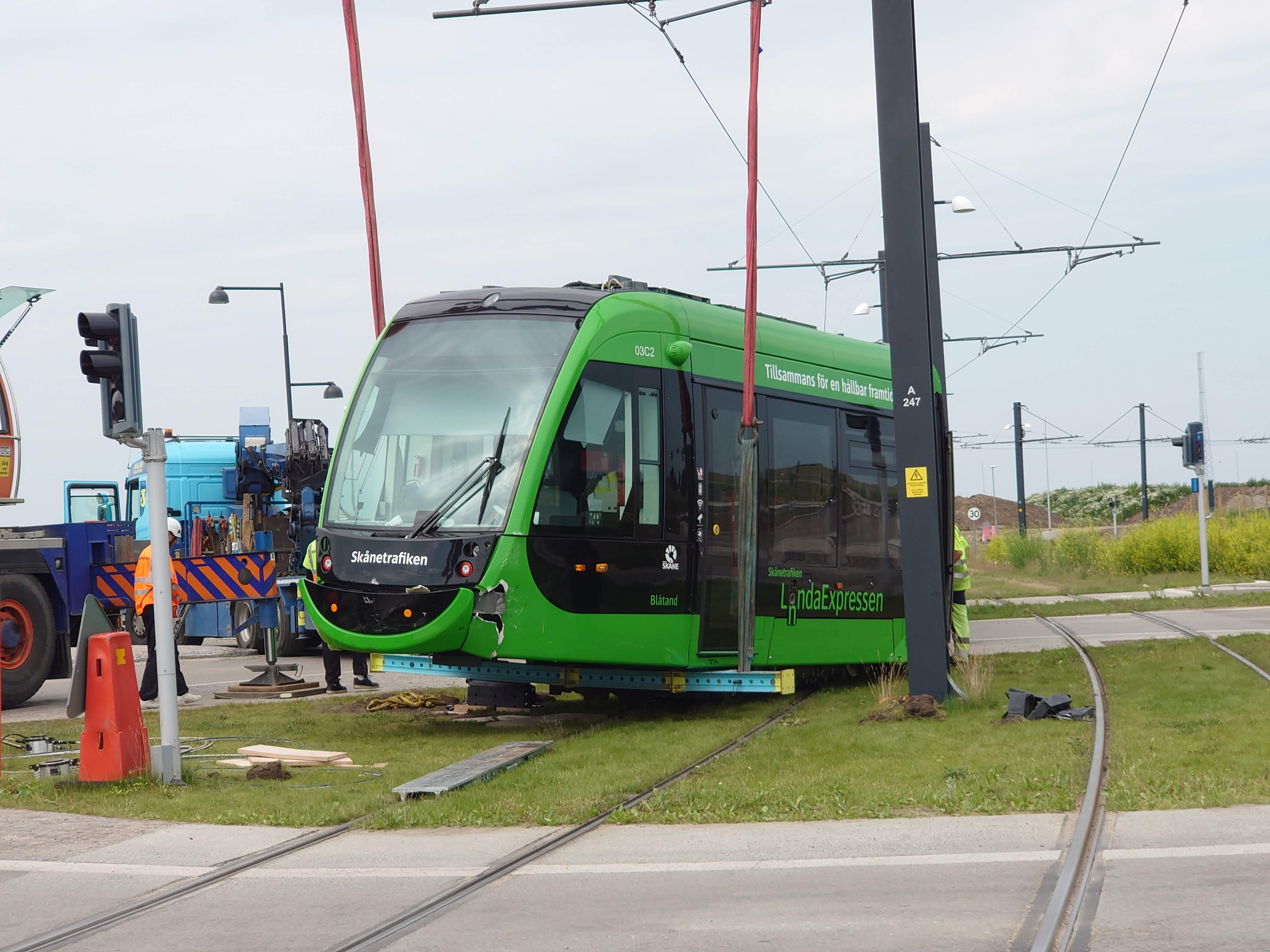
"Blåtand" lyfts tillbaka på spåret efter att ha blivit påkörd, midsommardagen 2022
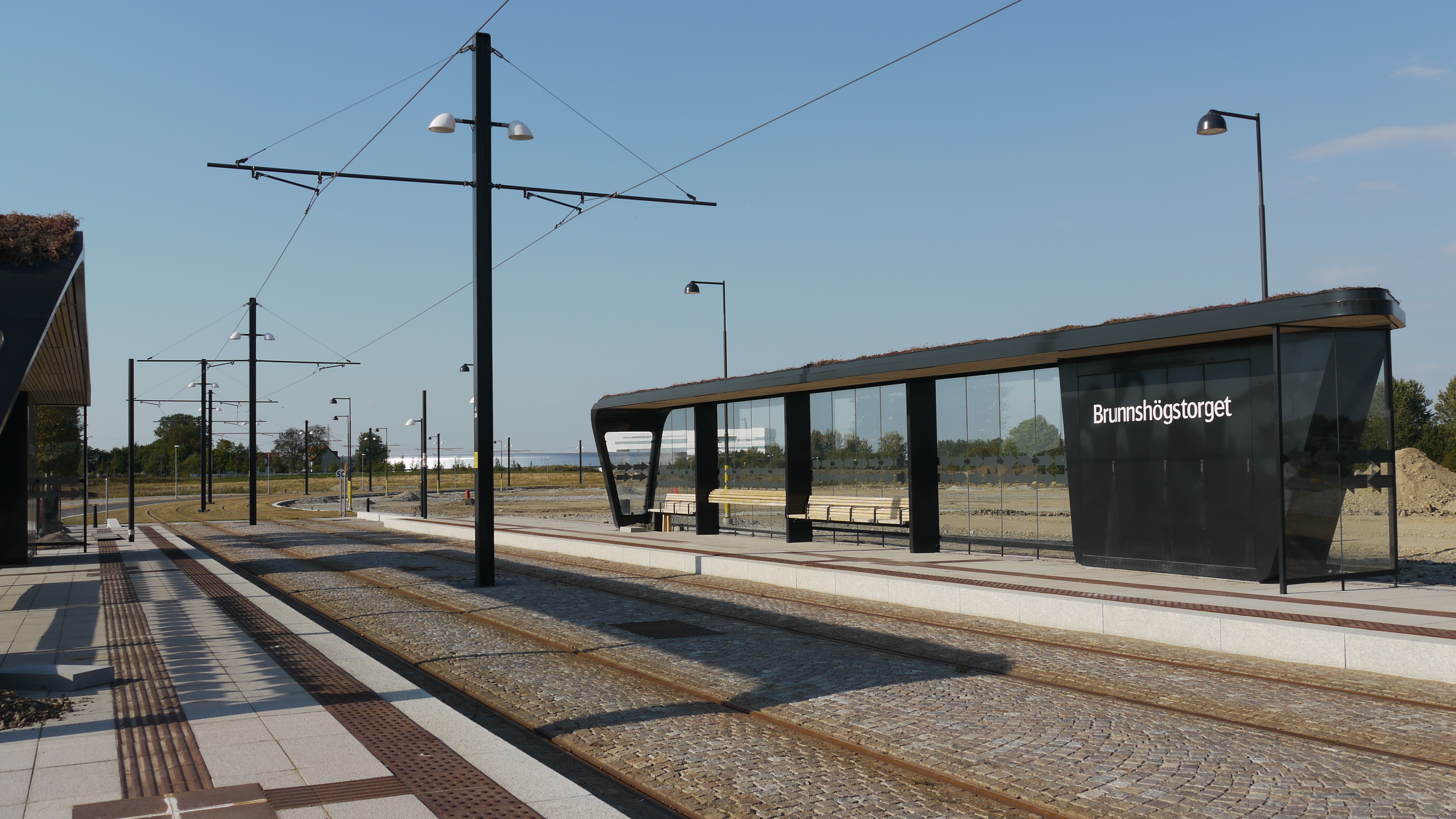
Brunnshögstorgets hållplats
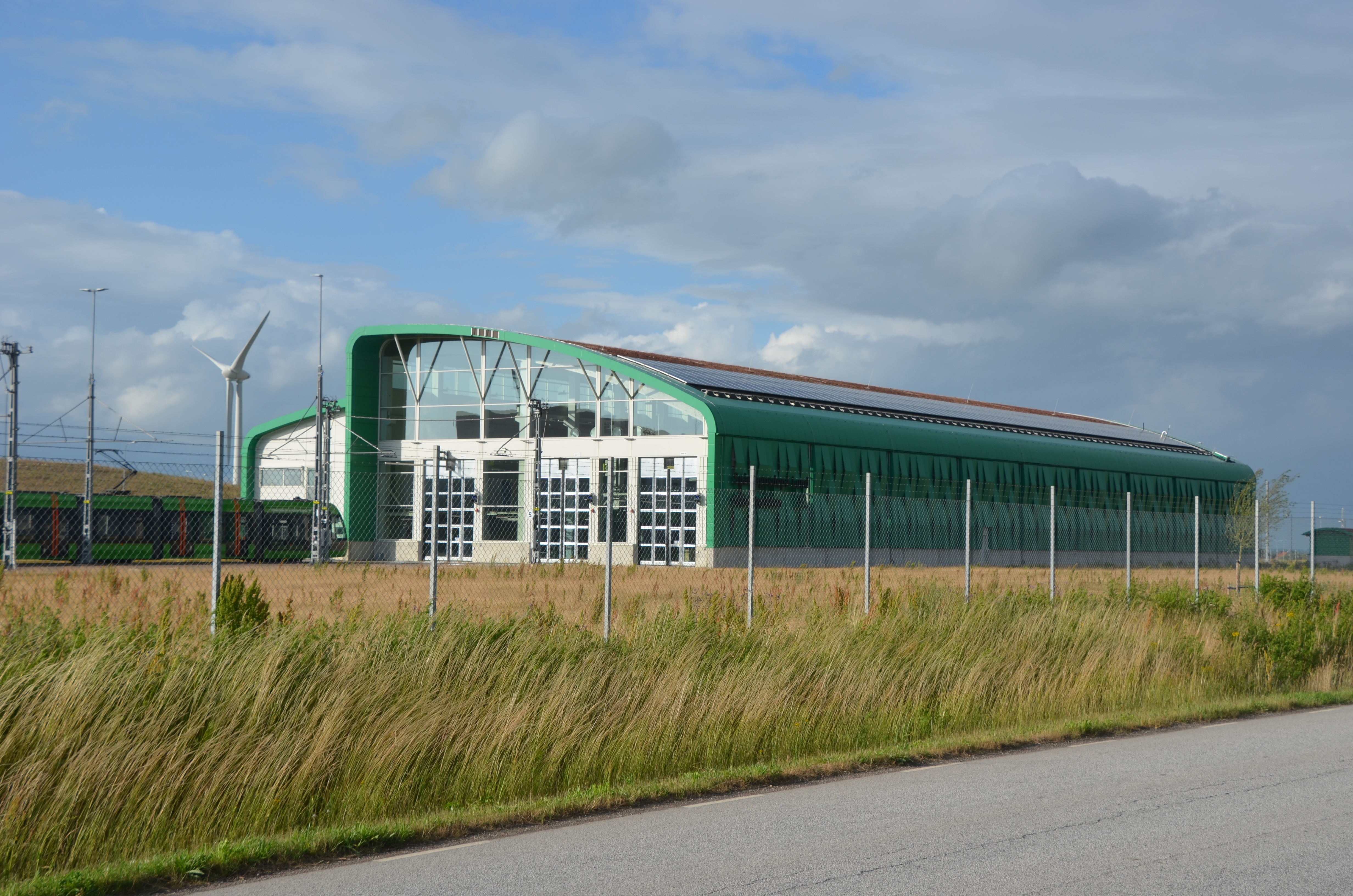
Spårvägsdepån